# 大柴胡湯
大柴胡湯（だいさいことう）は、『傷寒論』『金匱要略』に記載されている漢方薬の処方で柴胡を主材料とする、実証に処方される。

## 処方
柴胡、黄芩、芍薬、大棗、半夏、生薑、枳實、大黄
以上の薬味を、半量になるまで煎じ、かすを濾した後さらに半分になるまで煮詰める。
柴胡、黄今、芍薬、大棗、半夏、生薑、枳実の7味からなるのが『傷寒論』の大柴胡湯。これに大黄を加えた8味が『金匱要略』の大柴胡湯。『傷寒論』の別伝本である『金匱玉函経』の大柴胡湯も、大黄が加わった8味である。便通の状態により、大黄を抜いた7味でも応用され、これを大柴胡湯去大黄と呼んで区別する。
大黄はその瀉下作用から攻撃的薬物とされ、大黄を含むか否かが、「大柴胡湯」の名にもかかわる大きな違いである。そのため、1065年に初めて『傷寒論』を校訂・出版した林億らは、「もし大黄が加わらねば、恐らく大柴胡湯たらず」という注釈を『傷寒論』に記した。

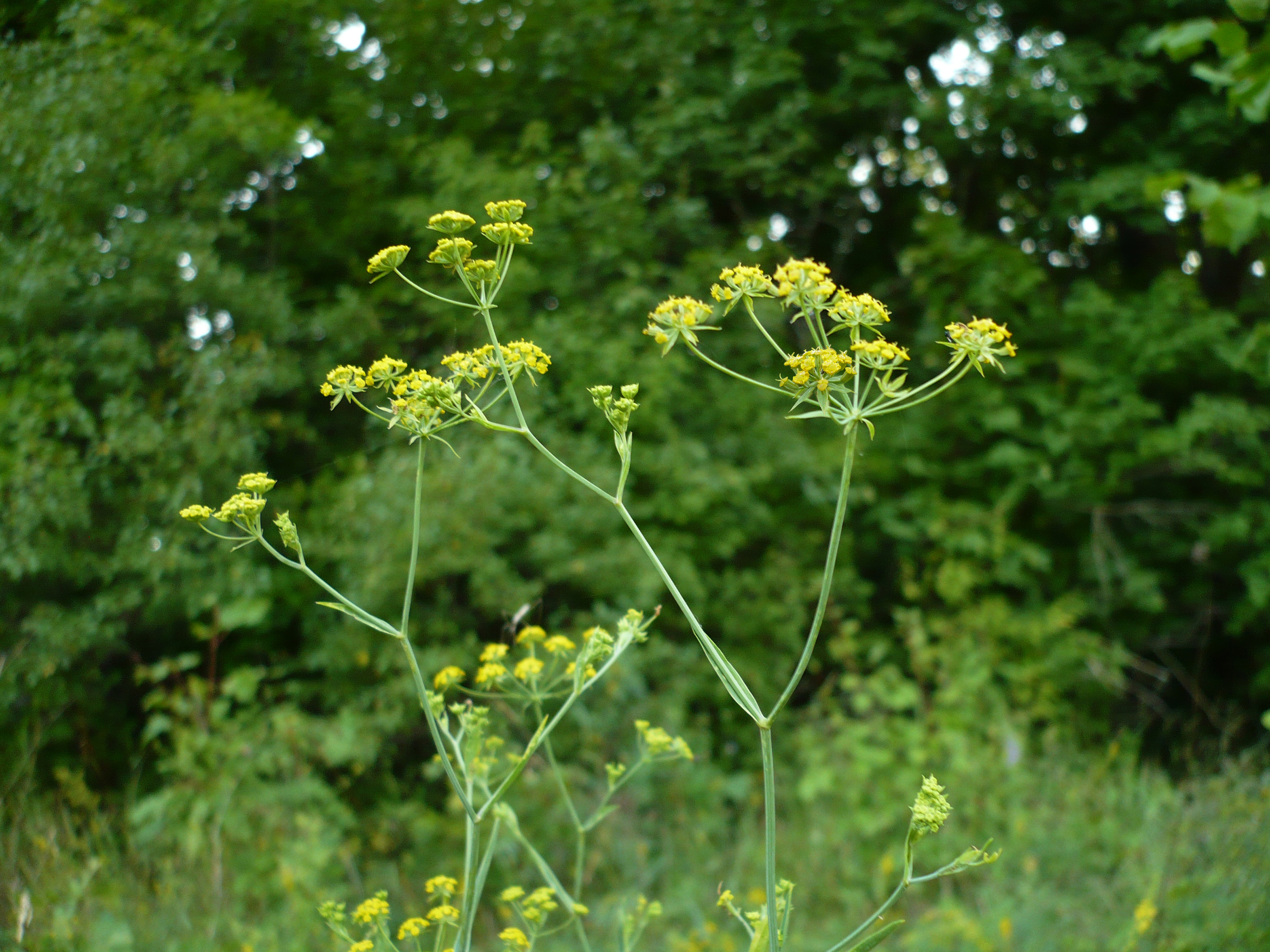
柴胡
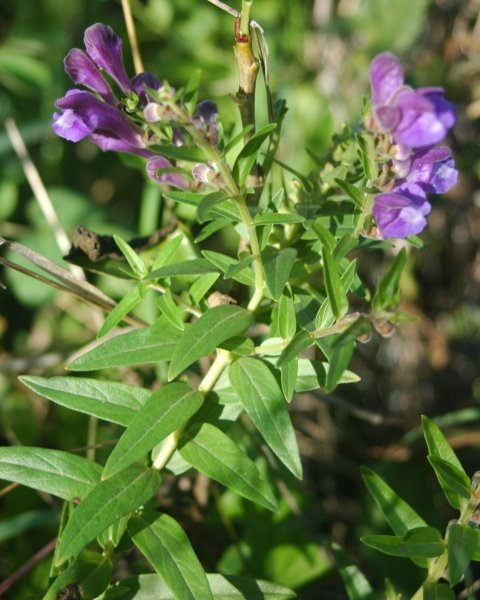
黄芩
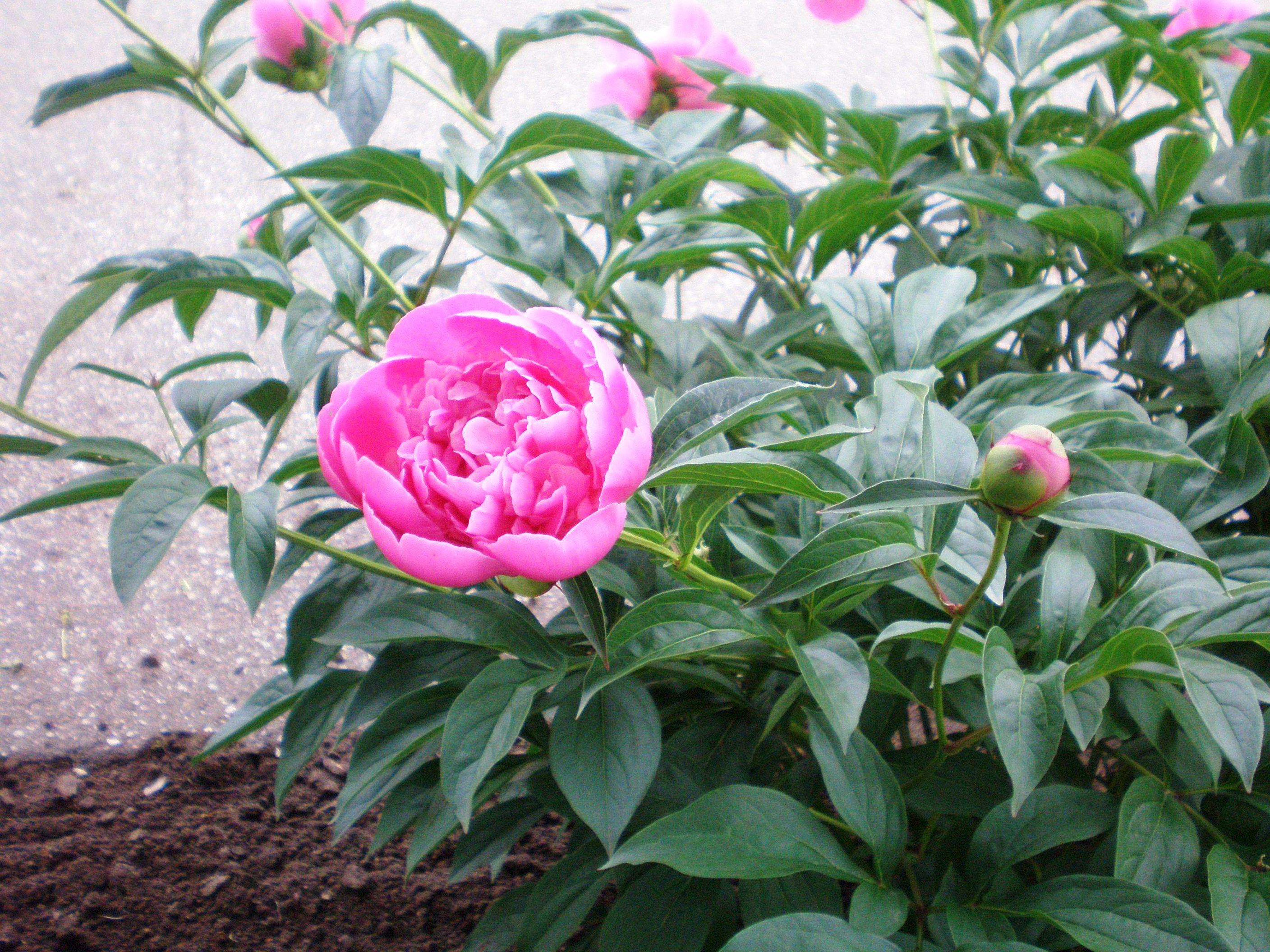
芍薬- 鎮痛作用
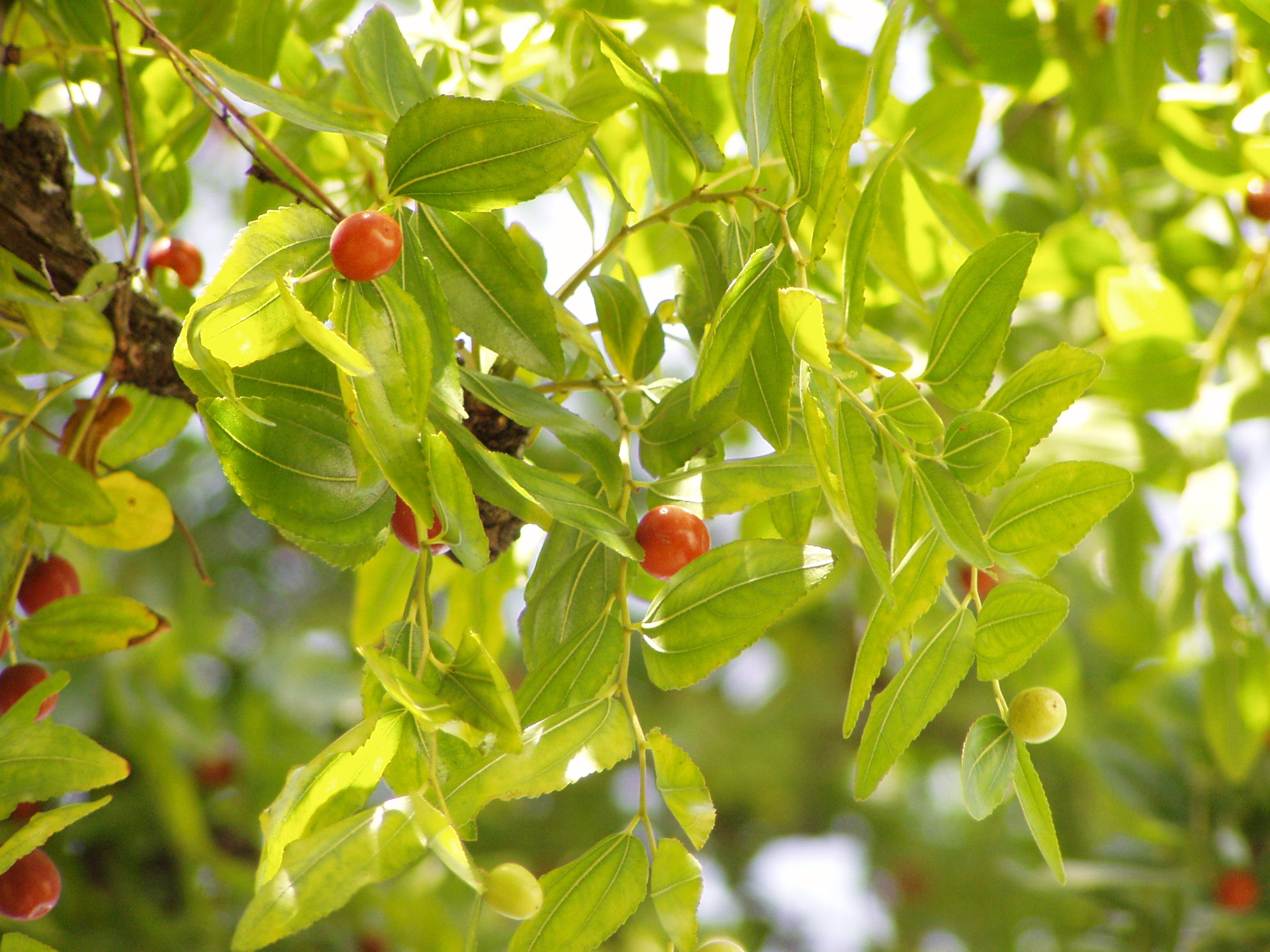
大棗
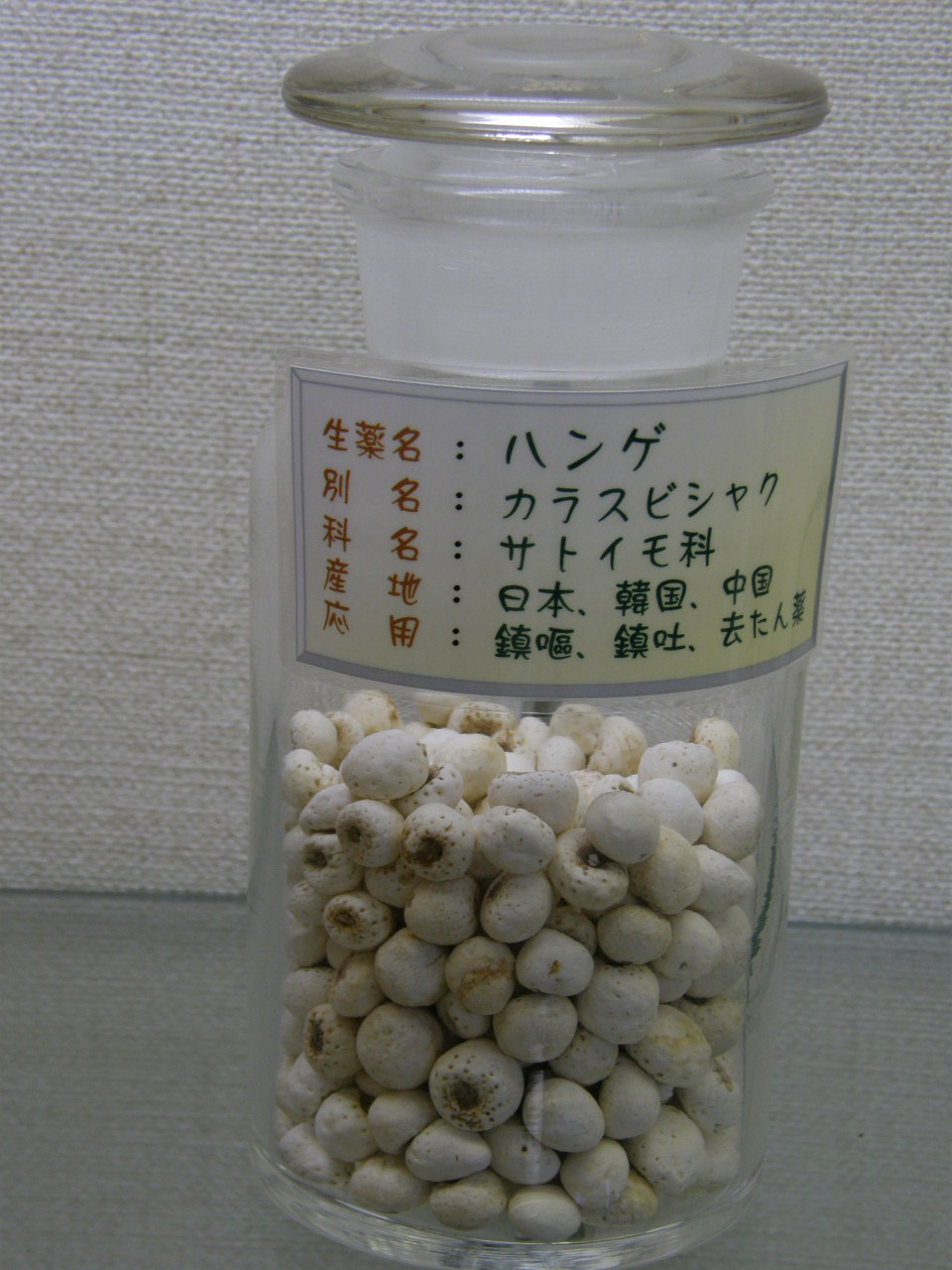
半夏
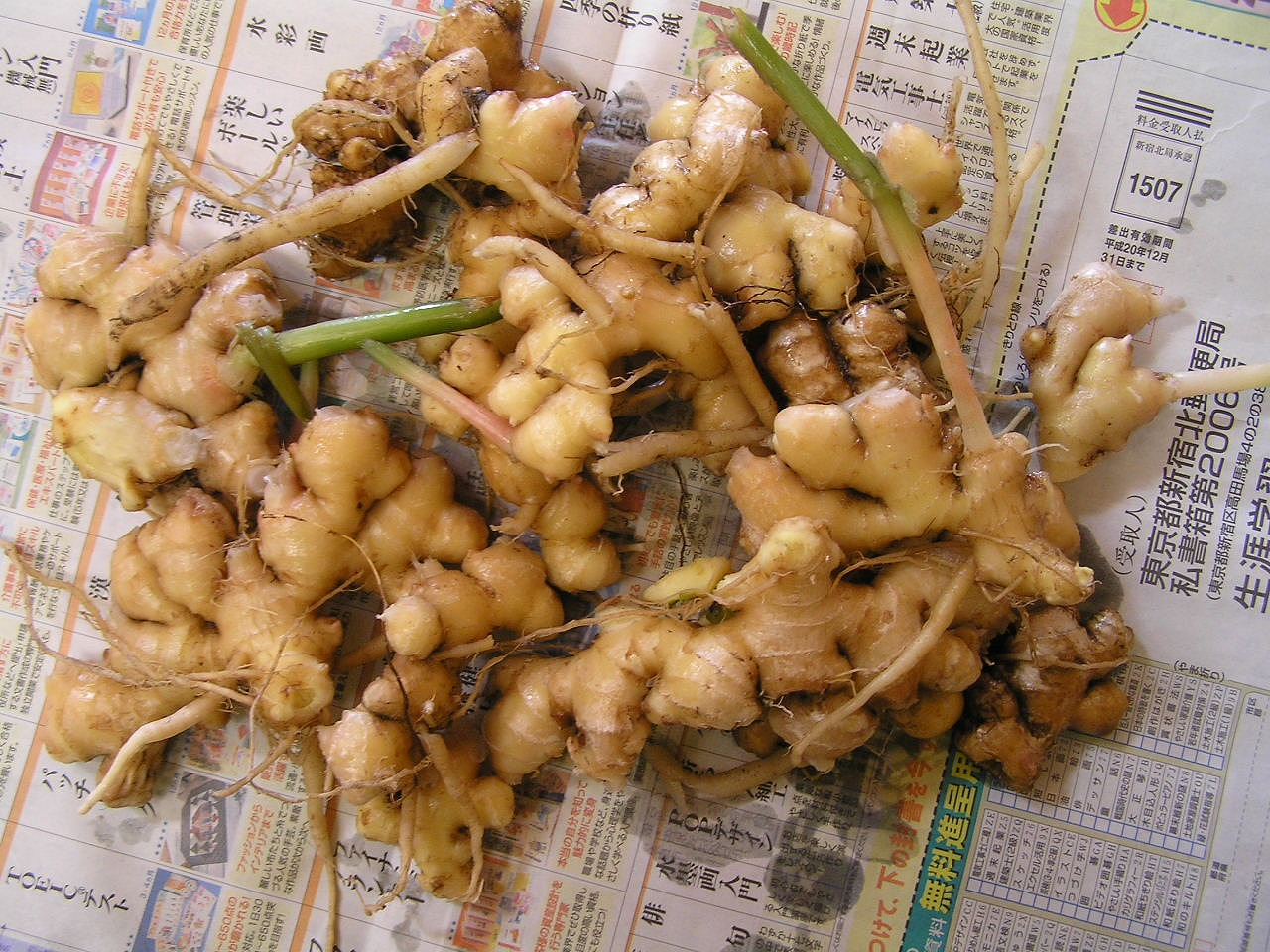
生姜
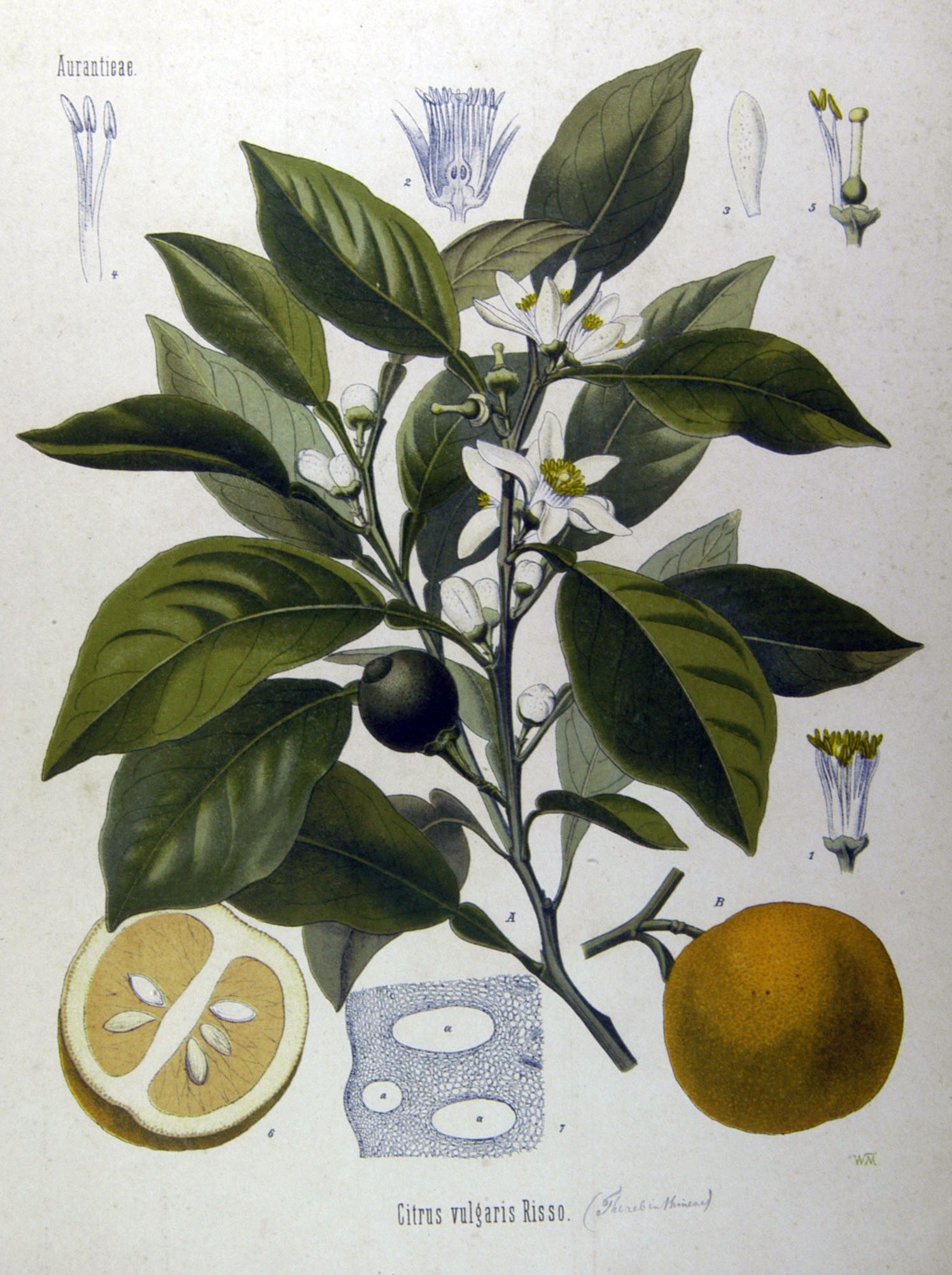
枳實
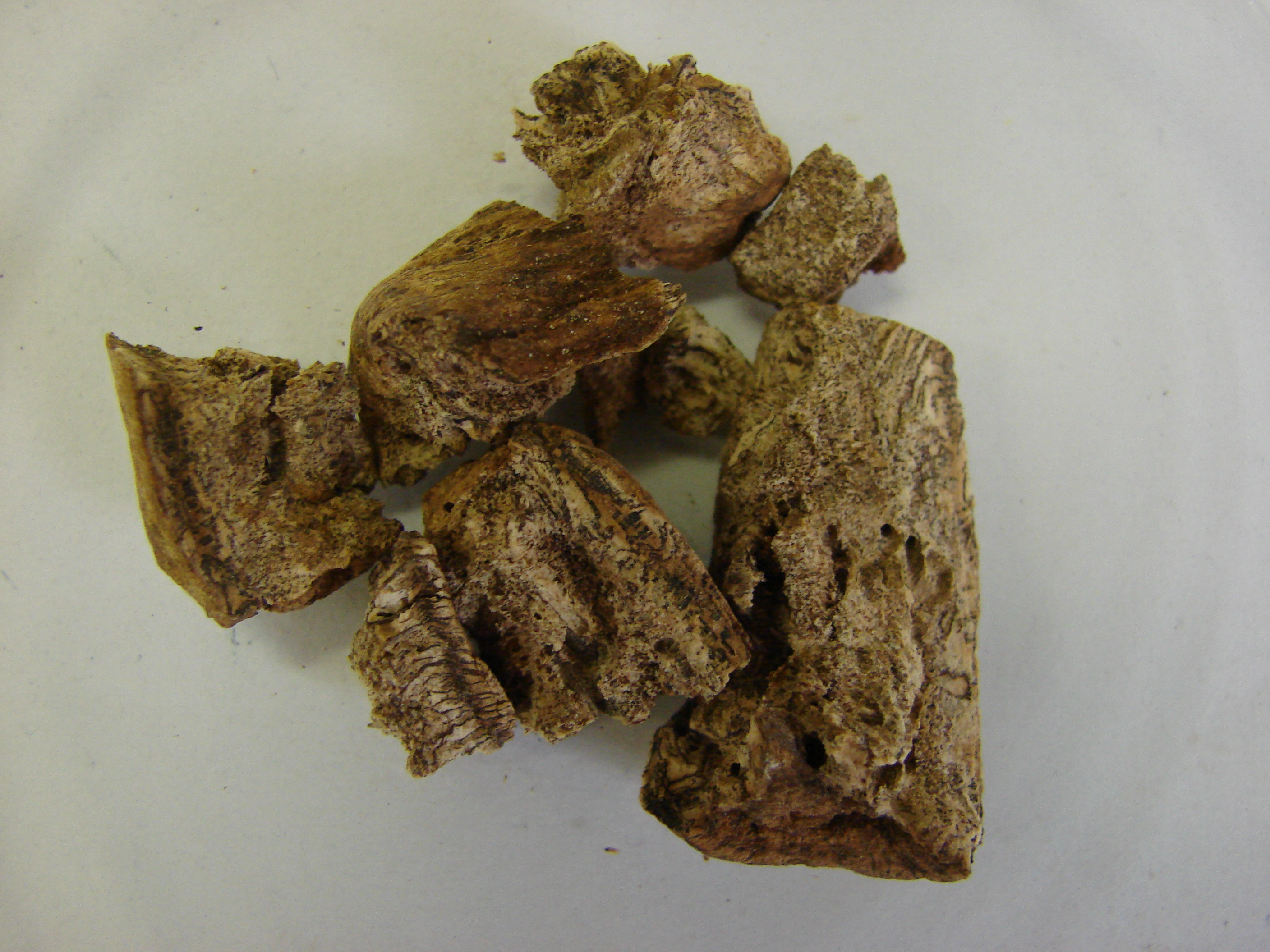
大黄

## 証
小柴胡湯の証（胸やわき腹が苦しく、みぞおちのあたりが張って、吐き気がある）の症状がさらに激しいとき、あるいは小柴胡湯が効果がない場合、熱病が長引き、熱が上がったり下がったりし、便秘気味の場合に用いる。体力が充実し、わき腹からみぞおちあたりにかけて苦しさがあり、便秘傾向がある患者で胃炎、常習便秘、高血圧や肥満に伴う頭痛や肩こり及び便秘、神経症、肥満症などに有効。

## 適応
肝炎、胆石、胃腸疾患、便秘、高血圧、高脂血症、気管支喘息、腰痛、じんましん。
※上腹部が張って苦しい、肩こり、めまい、耳鳴り、広く胸部圧痛などの症状に特に有効とされる。

## 副作用
重篤な副作用は、間質性肺炎、薬物性肝障害。
軽微な副作用は、食欲不振、下痢、腹痛。